# IX округ Парижа
9-й округ Парижа (9e arrondissement de Paris или Arrondissement de l’Opéra) — один из 20 муниципальных округов Парижа. Назван в честь Оперного театра; в просторечии парижане называют округ le neuvième («девятый»).

## География

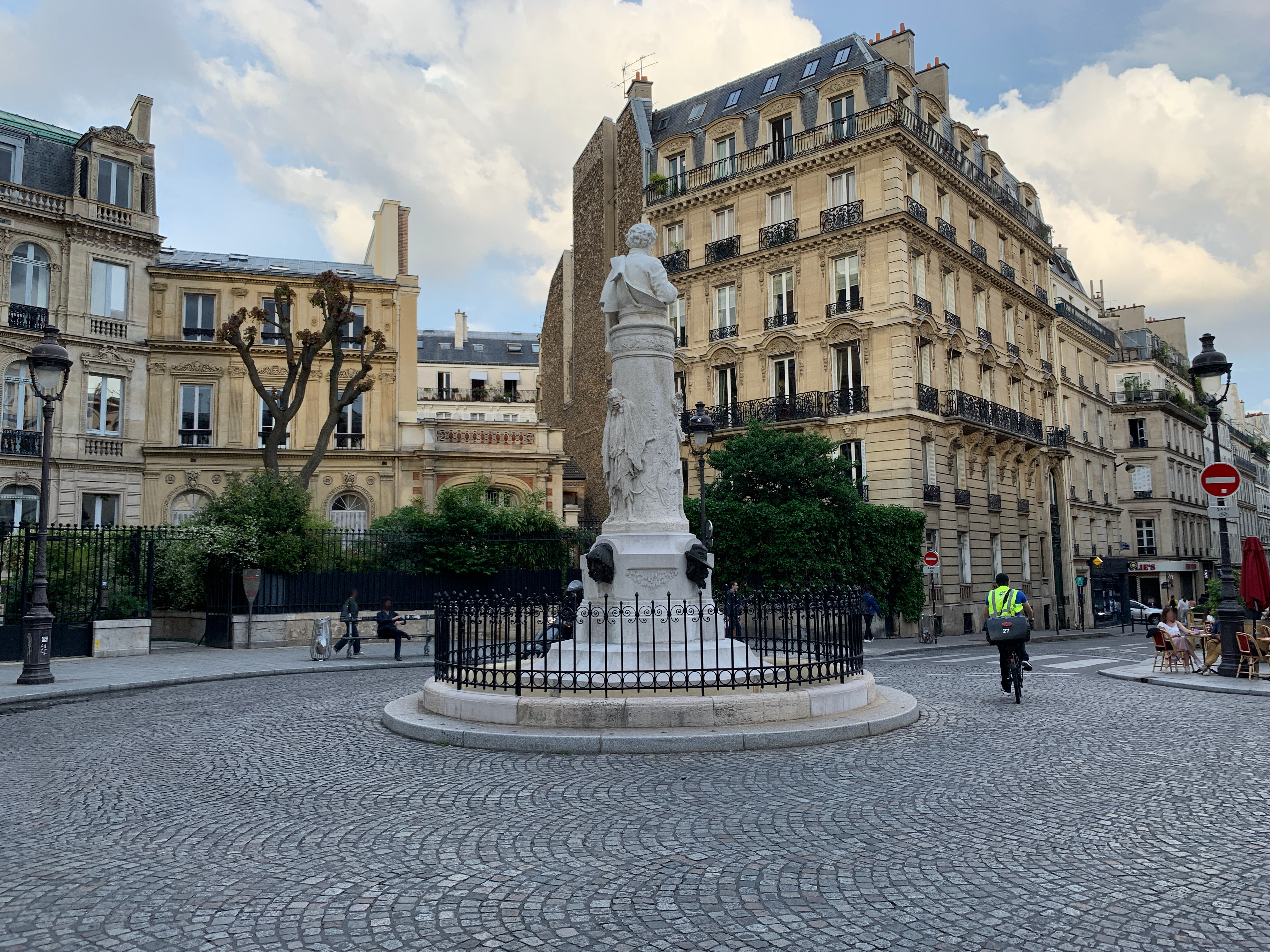
Площадь Сен-Жорж

9-й округ расположен на правом берегу Сены. На востоке он граничит с 10-м округом, на западе — с 8-м, на севере — с 18-м и на юге — со 2-м округом. 
Площадь IX округа составляет 218 га. Часть округа занимают исторические районы Пигаль, Монмартр, Нувель Франс и Фобур Пуассоньер.

## История
С XIII века на землях современного округа существовала укреплённая ферма Гранж-Бательер; в 1310 году был построен замок Поршерон. Во второй половине XIV века вокруг Парижа была построена крепостная стена Карла V, после чего ферма оказалась севернее стены.
В первой половине XVIII века Шарль де Бурбон построил здесь Шато Шароле. В конце XVIII века вдоль северной границы нынешнего округа была построена Стена генеральных откупщиков, имевшая несколько застав (барьеров). Во время Османизации Парижа стена была разобрана, в округе на месте старых кварталов были проложены широкие магистрали, в том числе бульвар Османа. С 1871 года важным культурным центром Парижа было кафе «Новые Афины»; в 1875 году открылась Опера Гарнье.

## Население

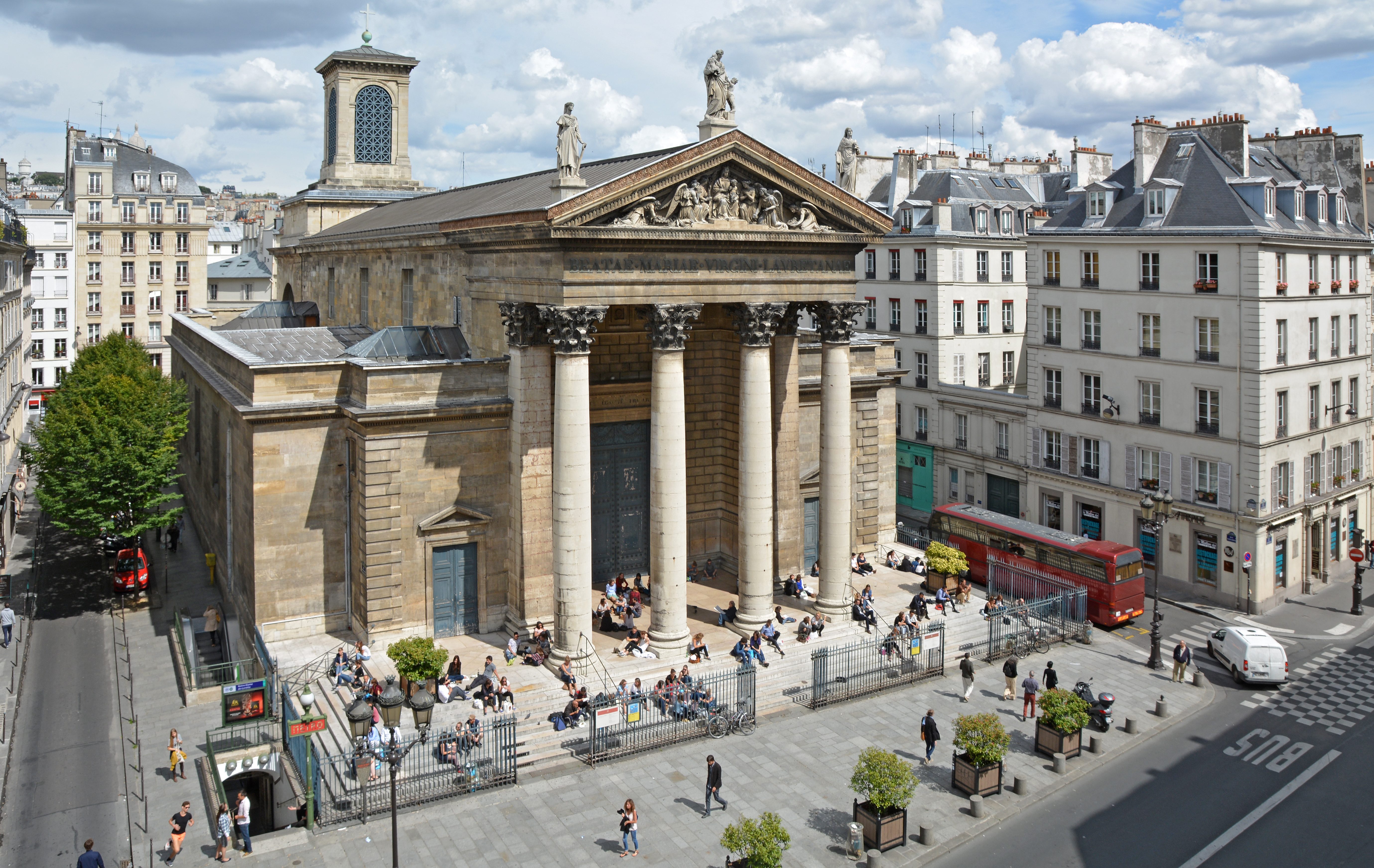
Церковь Нотр-Дам-де-Лорет

По данным переписи населения 2005 года в 9-м округе проживало 58 800 человек при плотности 26 973 чел/км². Это составляло 2,7 % парижского населения.
В 2021 году численность населения округа составила 58 951 человек, плотность — 27 042 чел/км².
Вокруг улицы Тревиз имеется квартал компактного проживания армян, а на пересечении улиц Рише и Солнье — еврейский квартал.  
| Год  | Население | Плотность населения (чел/км²) |
| ---- | --------- | ----------------------------- |
| 1872 | 103 767   | 47 600                        |
| 1901 | 124 011   | 56 912                        |
| 1954 | 102 287   | 46 921                        |
| 1962 | 94 094    | 43 182                        |
| 1968 | 84 969    | 38 994                        |
| 1975 | 70 270    | 32 249                        |
| 1982 | 64 134    | 29 433                        |
| 1990 | 58 019    | 26 626                        |
| 1999 | 55 838    | 25 626                        |

## Административное деление
Округ делится на четыре квартала:
- № 33 Сен-Жорж[фр.]  (Quartier Saint-Georges)
- № 34 Шоссе-д’Антен[фр.] (Quartier de la Chaussée-d’Antin)
- № 35 Фобур-Монмартр[фр.] (Quartier du Faubourg Montmartre)
- № 36 Рошешуар[фр.] (Quartier de Rochechouart)

## Органы местного управления

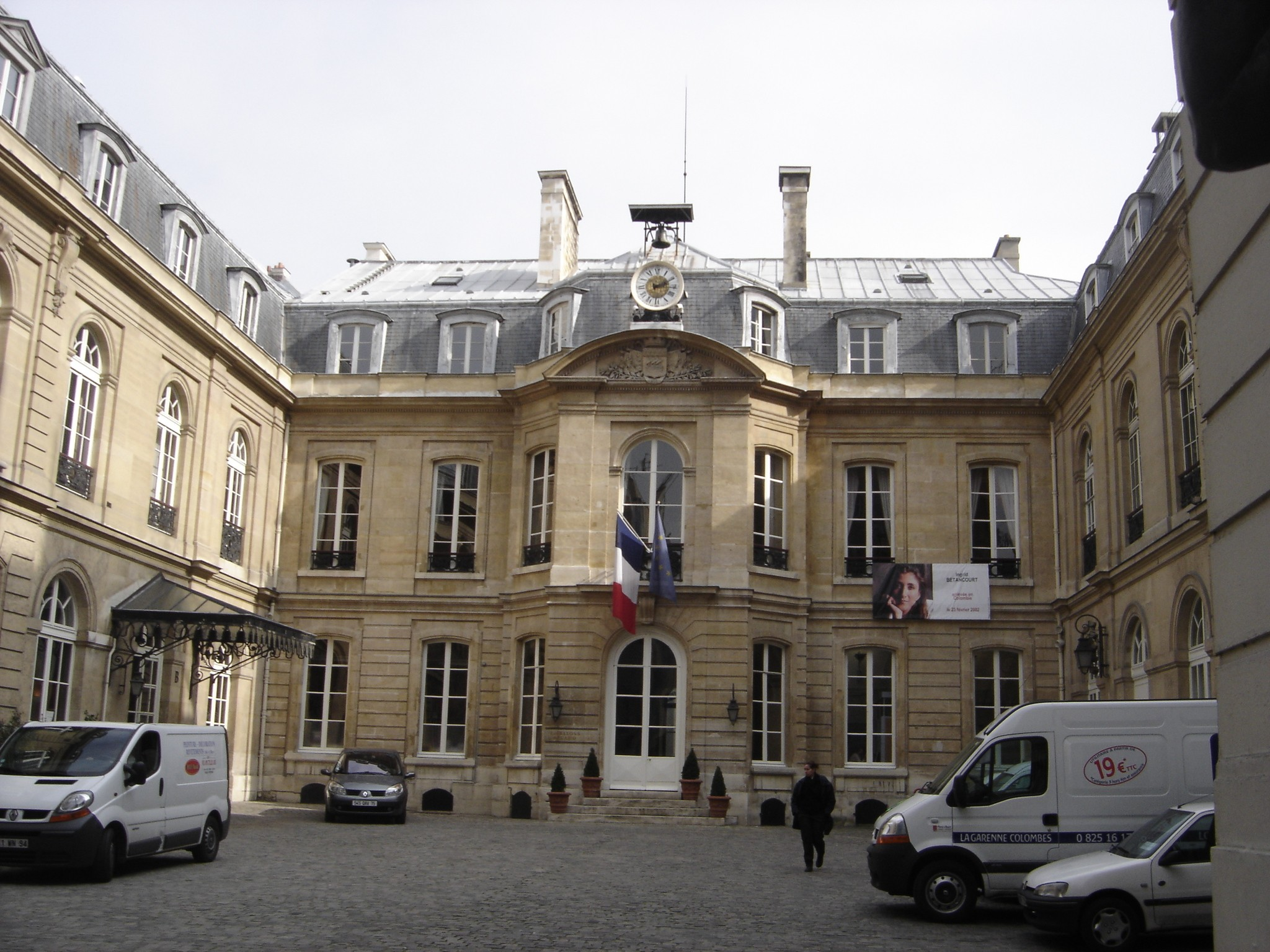
Здание мэрии IX округа

В 1983—2001 годах мэром IX округа был Габриэль Каспере, а в 2001—2014 годах — Жак Браво. В апреле 2014 года мэром была избрана член партии Объединение в поддержку республики Дельфина Бюркли. В 2020 году она была переизбрана, но уже от партии «Горизонты».
- Адрес мэрии: 6, улица Друо[фр.].

## Государственные и дипломатические учреждения
- Посольство Гвинеи-Биссау

## Экономика и транспорт

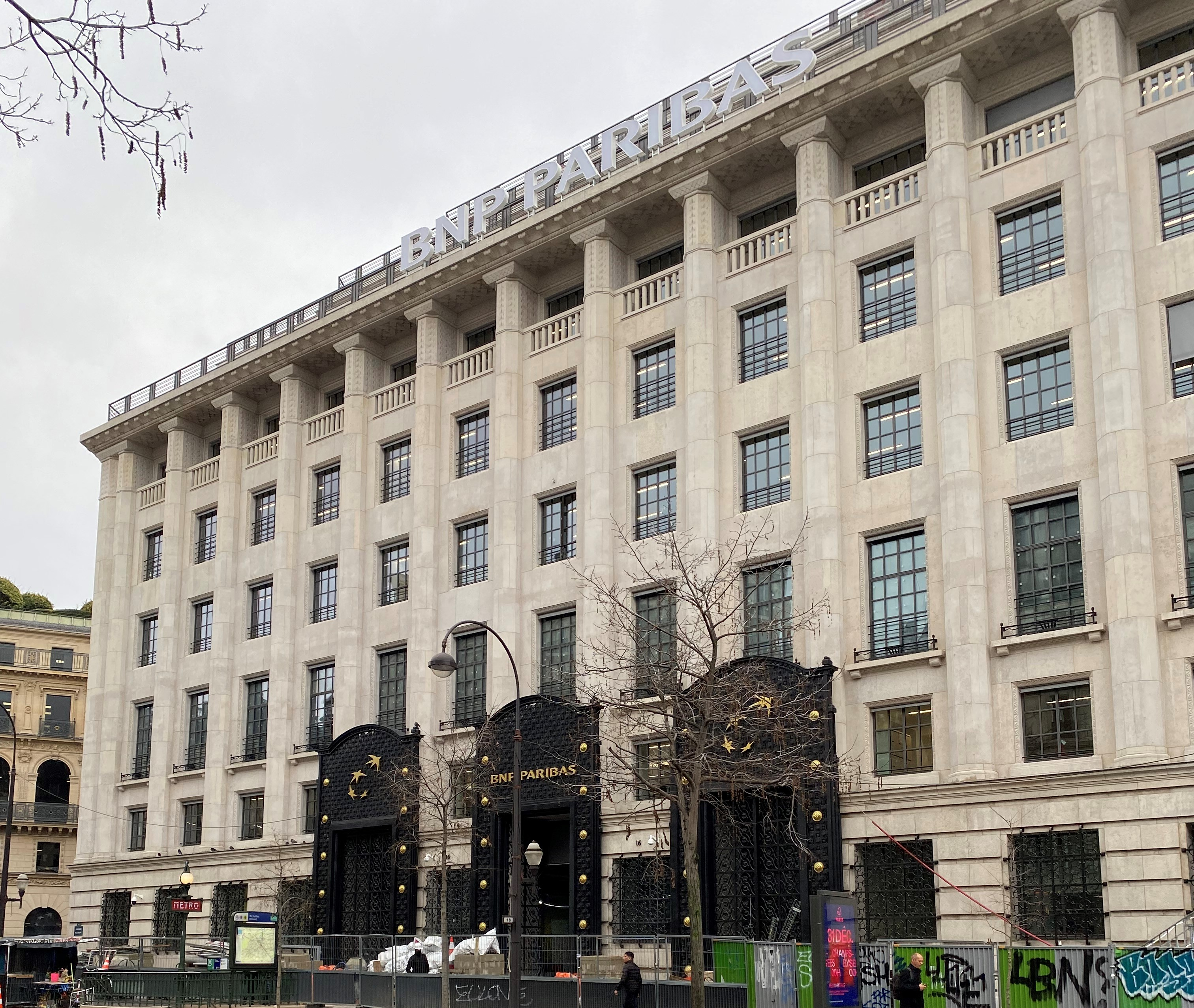
Штаб-квартира BNP Paribas

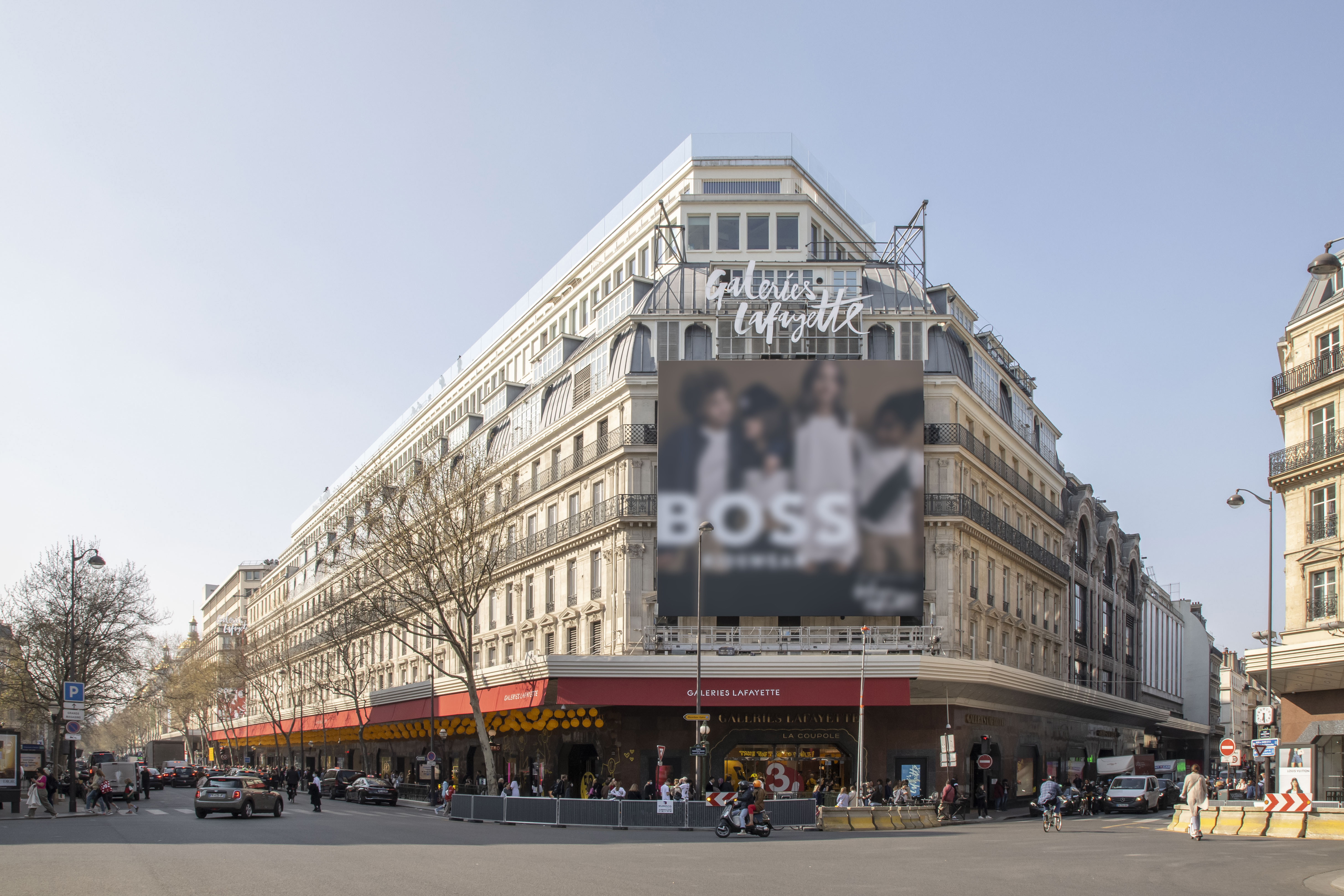
Галерея Лафайетт

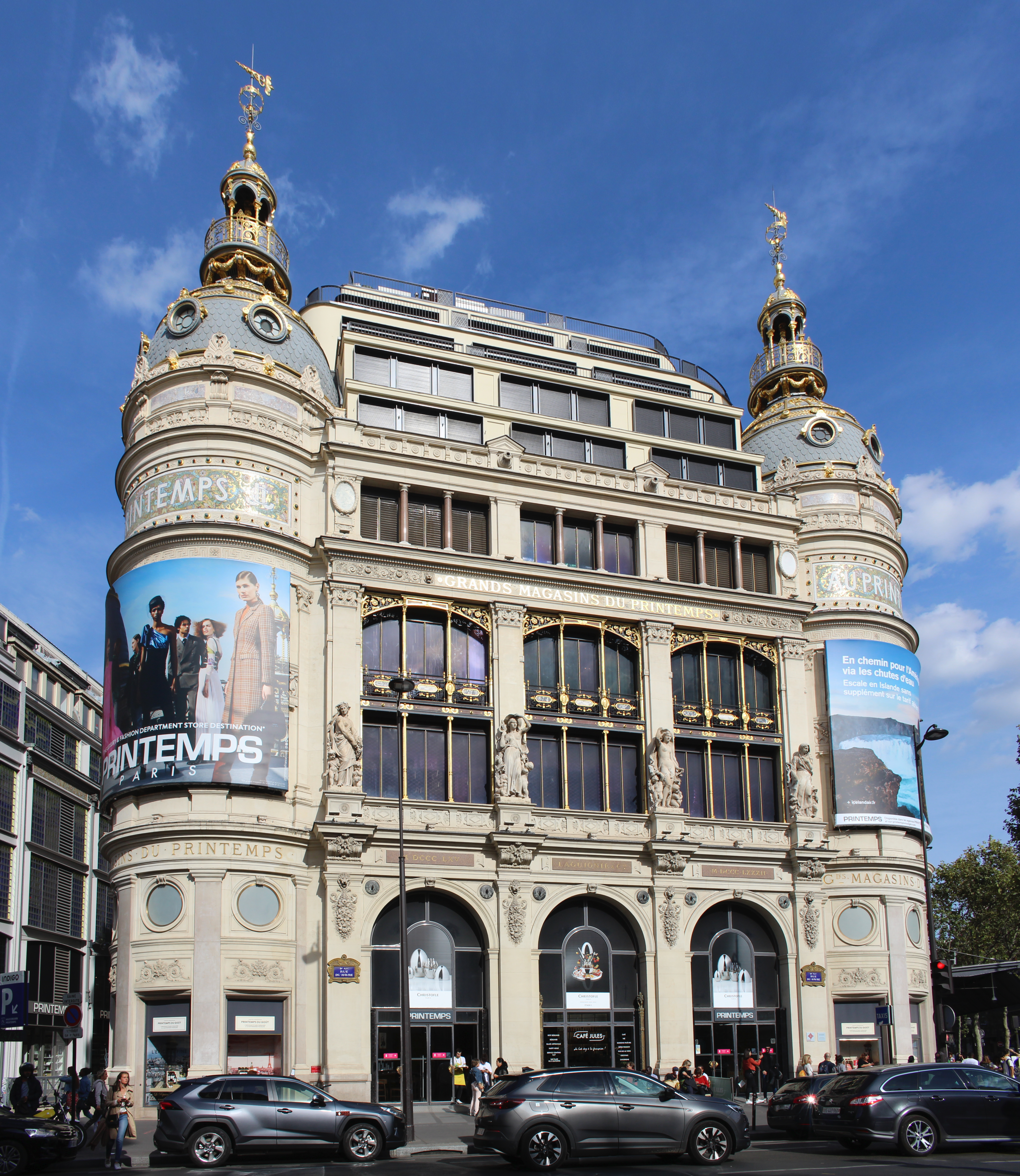
Printemps Haussmann

В округе преобладает сфера услуг, в том числе розничная торговля, общественное питание, туризм, транспортные, деловые и финансовые услуги (включая юридические, консалтинговые, бухгалтерские, инженерные и дизайнерские услуги). На пересечении 9-го, 8-го и 2-го округов, а также вдоль бульвара Османа, бульвара Капуцинок и улицы Прованс расположен важный парижский деловой и торговый центр.
В IX округе расположены штаб-квартиры банковских групп BNP Paribas (включая дочерние компании BNP Paribas Private Bank, BNP Paribas Wealth Management, BNP Equities, BNP Paribas CIB), Société Générale и Crédit Industriel et Commercial, пищевой корпорации Danone, страховых компаний Covéa, Malakoff Humanis и Generali France, газораспределительной компании GRDF, оператора недвижимости Klépierre, рекламно-маркетинговой компании Criteo, инжиниринговой компании Fives, финансовой компании Qonto, газеты Le Figaro, разработчиков видеоигр Gameloft, DotEmu и Atari, биотехнологической компании Abivax, музыкального сервиса Deezer, модной компании Kitsuné, книжных издательств Éditions du Félin и Éditions Alphonse Leduc, а также парижские офисы Bpifrance, Octopus Energy France, Google, Netflix, Adyen, Ashurst, Telltale и Loewe.
В торговой зоне вокруг Оперы Гарнье расположены универмаги Galeries Lafayette Haussmann и Printemps Haussmann, торговый центр Passage du Havre, многочисленные магазины одежды, обуви, аксессуаров, парфюмерии, косметики, ювелирных изделий и бытовой электроники.
В округе расположено несколько престижных отелей: InterContinental Paris Le Grand, Maison Souquet, Hotel Banke, Maison Albar, Sofitel Le Scribe, Hotel Le Ballu, Hôtel de Nell, La Fantaisie, Hôtel Parister, Maison Mère, Hôtel de Sèze, Mercure Paris Opéra и Marriott Opera Ambassador.
Hôtel Drouot является главным аукционным домом Парижа и центром французского арт-рынка. Район площади Пигаль известен многочисленными секс-шопами, борделями и музыкальными магазинами. От бульвара Монмартр до улицы Фобур-Монмартр протянулись крытые торговые пассажи — Пассаж Жуффруа и Пассаж Вердо, известные своими кафе, магазинами и художественными галереями.

### Метрополитен

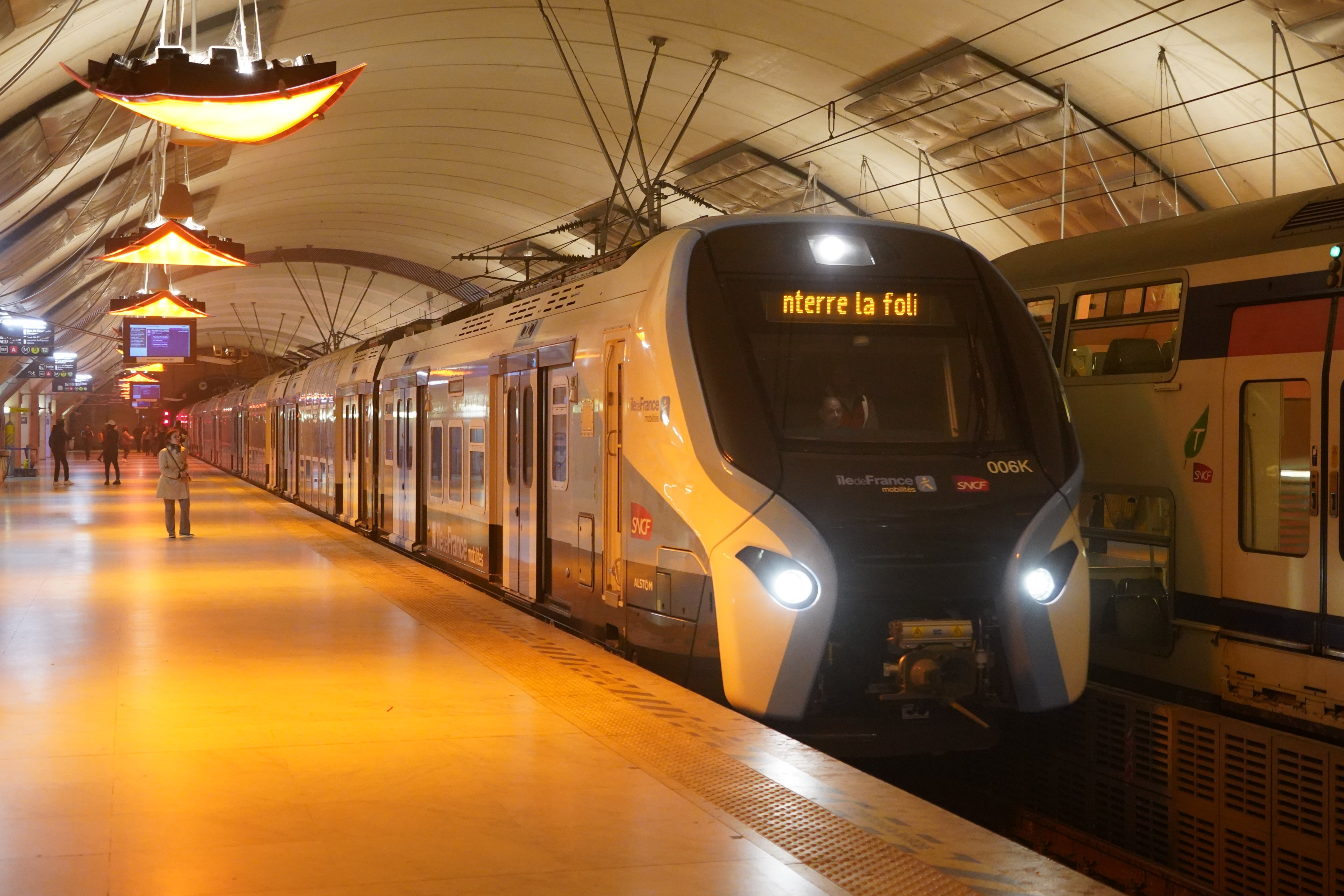
Станция Осман — Сен-Лазар

IX округ обслуживают следующие линии метрополитена:
- Линия 2
- Линия 3
- Линия 7
- Линия 8
- Линия 9
- Линия 12
- Линия 13

### RER
Станция Обер обслуживает линию A, станция Осман — Сен-Лазар — линию E.

### Улицы и площади

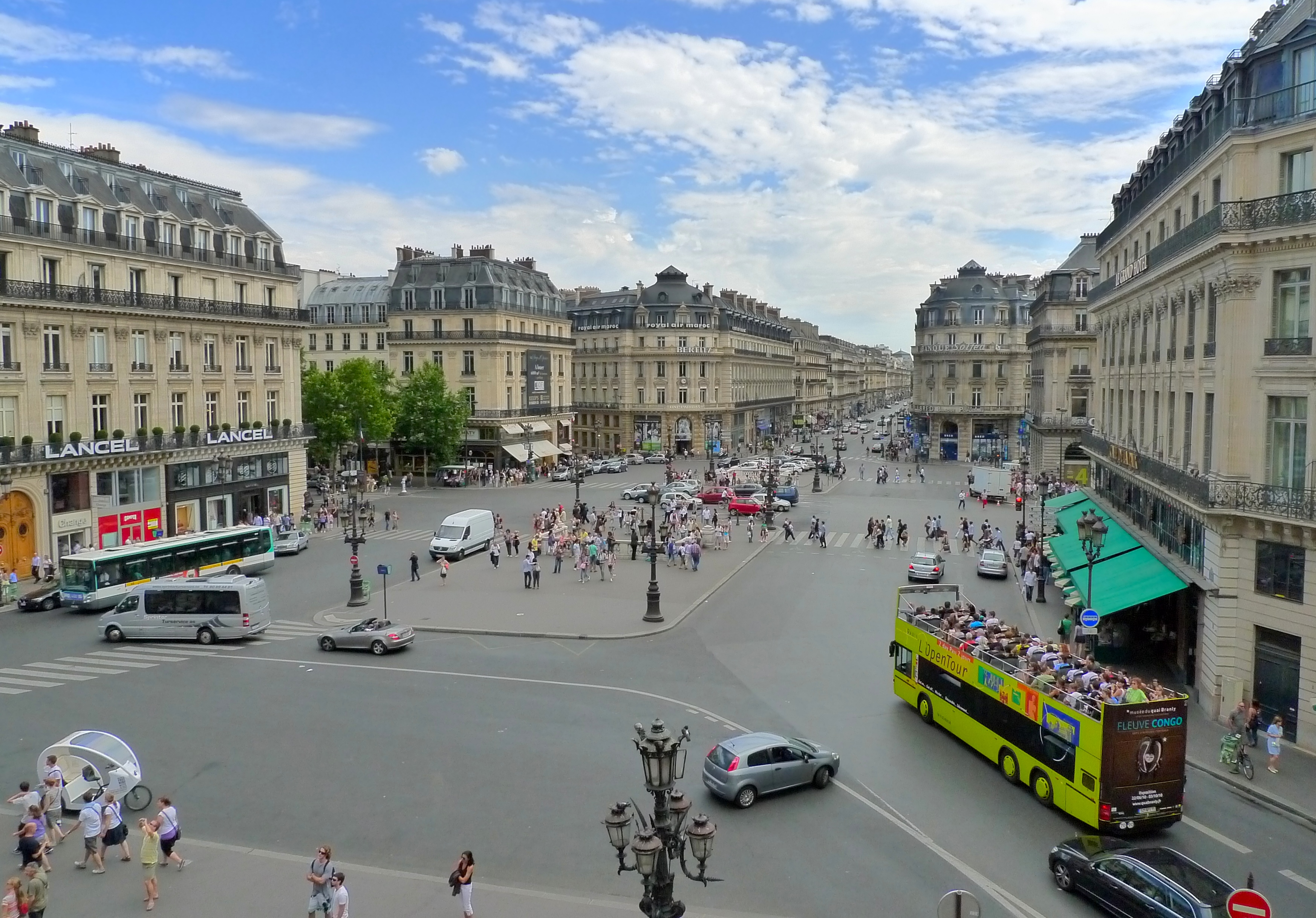
Площадь Оперы

- Площадь Оперы
- Площадь Пигаль
- Площадь Клиши
- Площадь Дягилева
- Площадь Бланш
- Бульвар Мадлен
- Бульвар Капуцинок
- Бульвар Итальянцев
- Бульвар Монмартр
- Бульвар Пуассоньер
- Бульвар Осман
- Бульвар Клиши
- Бульвар Маргариты де Рошешуар
- Улица Могадор
- Улица Обер

## Культура

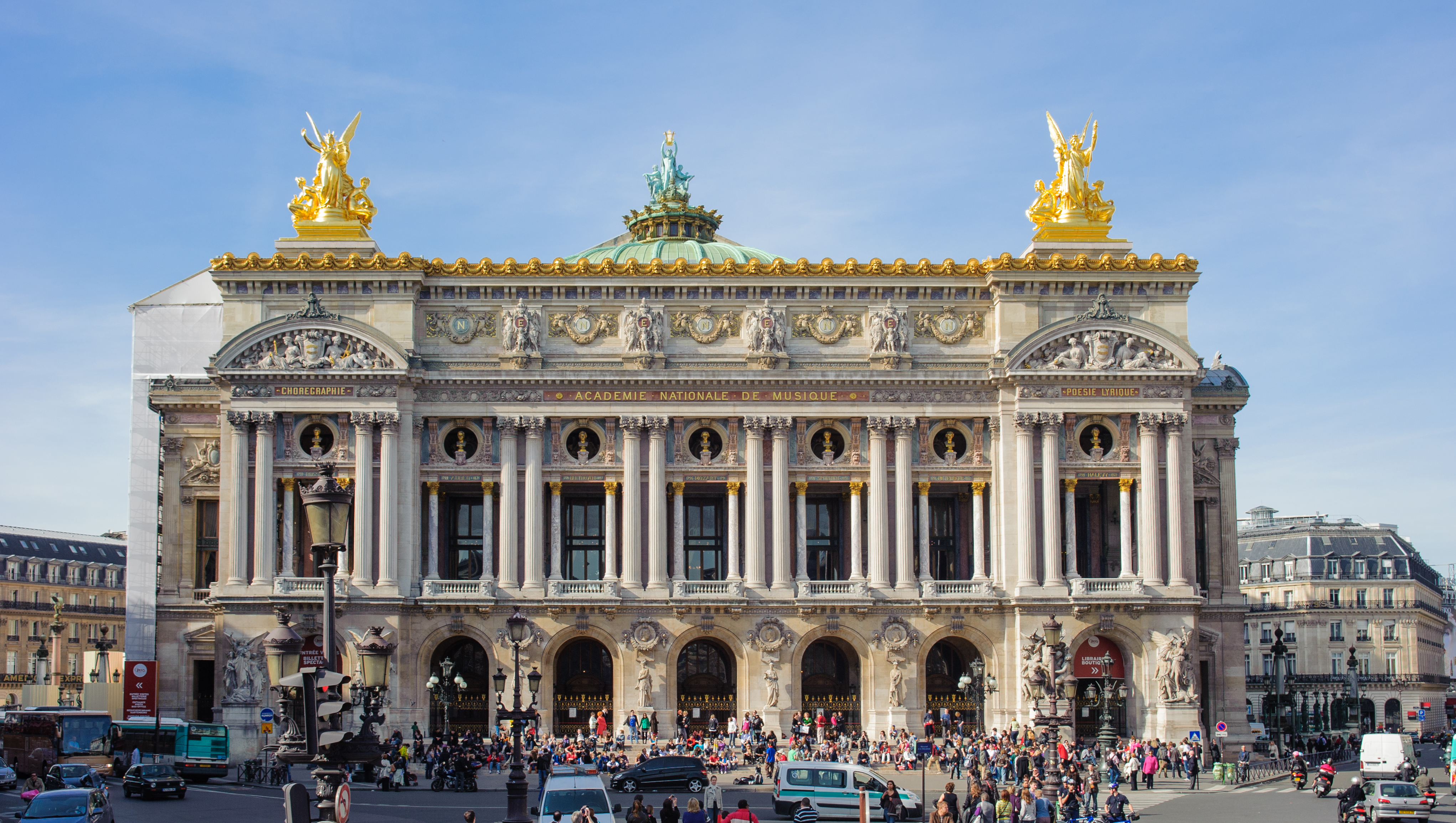
Опера Гарнье

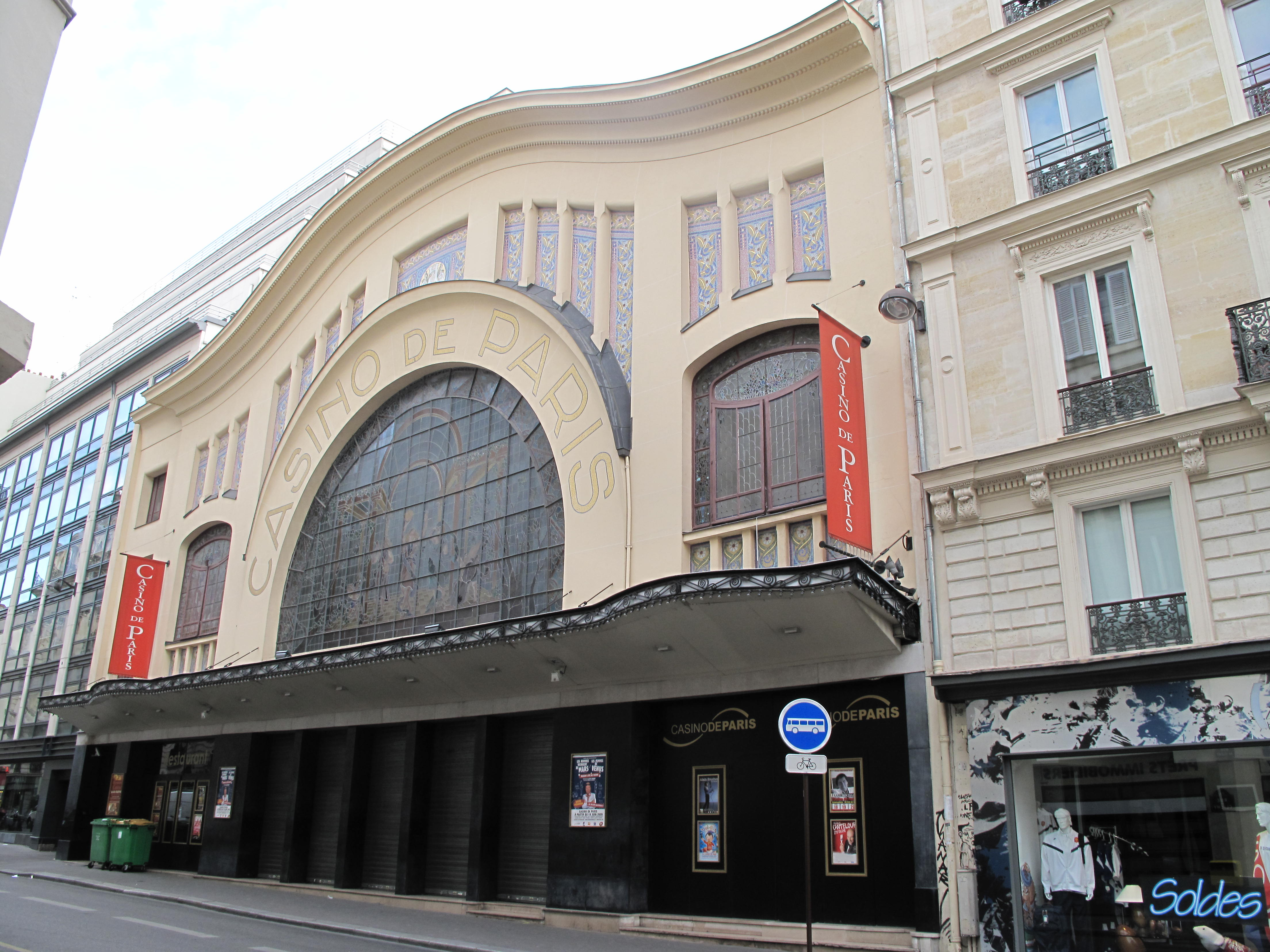
Казино де Пари

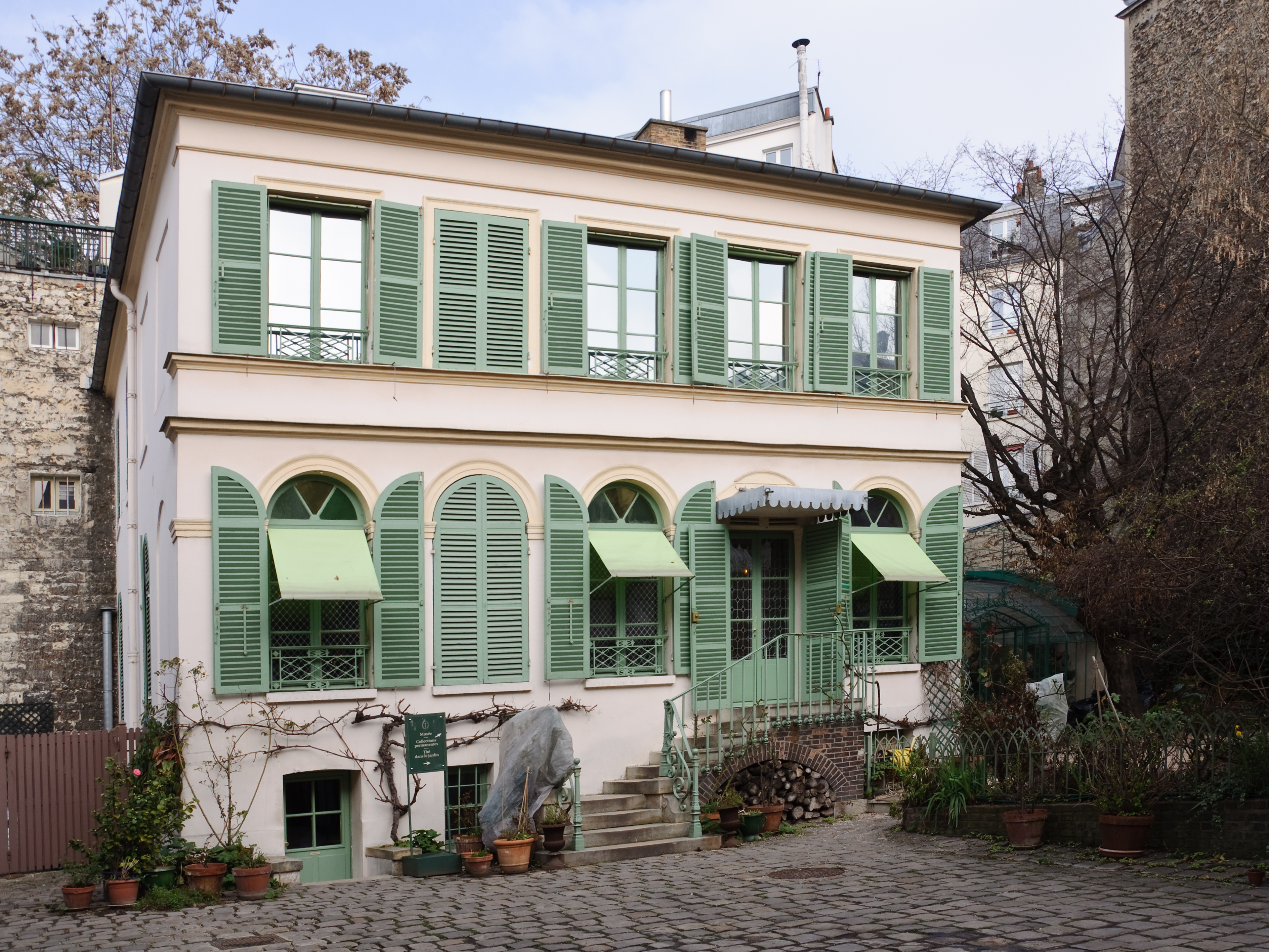
Музей романтической жизни

В IX округе расположено несколько знаменитых музеев, библиотек, театров, концертных залов и культурных центров Парижа:
- Опера Гарнье
- Концертный зал Олимпия
- Концертный зал Казино де Пари
- Концертный зал Le Palace[фр.]
- Театр Могадор
- Театр Эдуарда VII[фр.]
- Театр Парижа[фр.]
- Театр Комеди-Комартен[фр.]
- Театр Комеди-де-Пари[фр.]
- Театр Гран-Комеди[фр.]
- Театр Сен-Жорж[фр.]
- Театр Атене[фр.]
- Театр де л'Ювр[фр.]
- Театр новинок[фр.]
- Театр Нор-Уэст[фр.]
- Театр Фонтен[фр.]
- Театр Ла Брюйер[фр.]
- Театр Тревиз[фр.]
- Международный визуальный театр[фр.]
- Кинотеатр Pathé Palace[фр.]
- Музей Гюстава Моро[фр.]
- Музей Гревен
  - Театр Гревен[фр.]
- Музей франкмасонства
- Музей парфюмерии Фрагонар[фр.]
- Музей романтической жизни[фр.]
- Библиотека-музей Оперы[фр.]
- Библиотека-музей фонда Дон-Тьера[фр.]
- Фонд Тейлора[фр.]

## Образование и наука

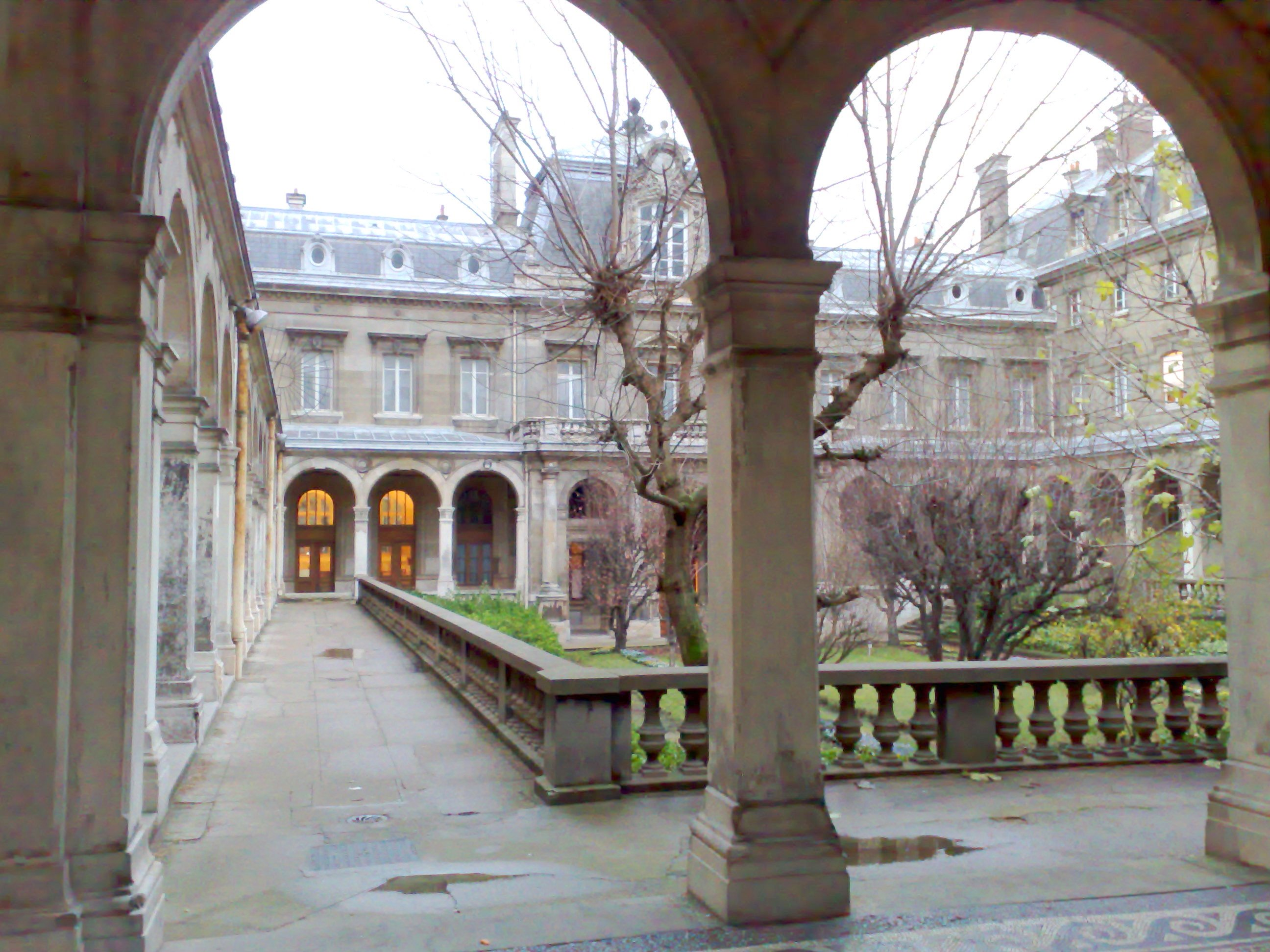
Лицей Жака Декура

- Лицей Кондорсе
- Лицей Жака Декура[фр.]
- Лицей Жюля Ферри[фр.]
- Лицей Ламартин[фр.]
- Консерватория драматического искусства
- Научное общество AgriDées[фр.]

## Достопримечательности

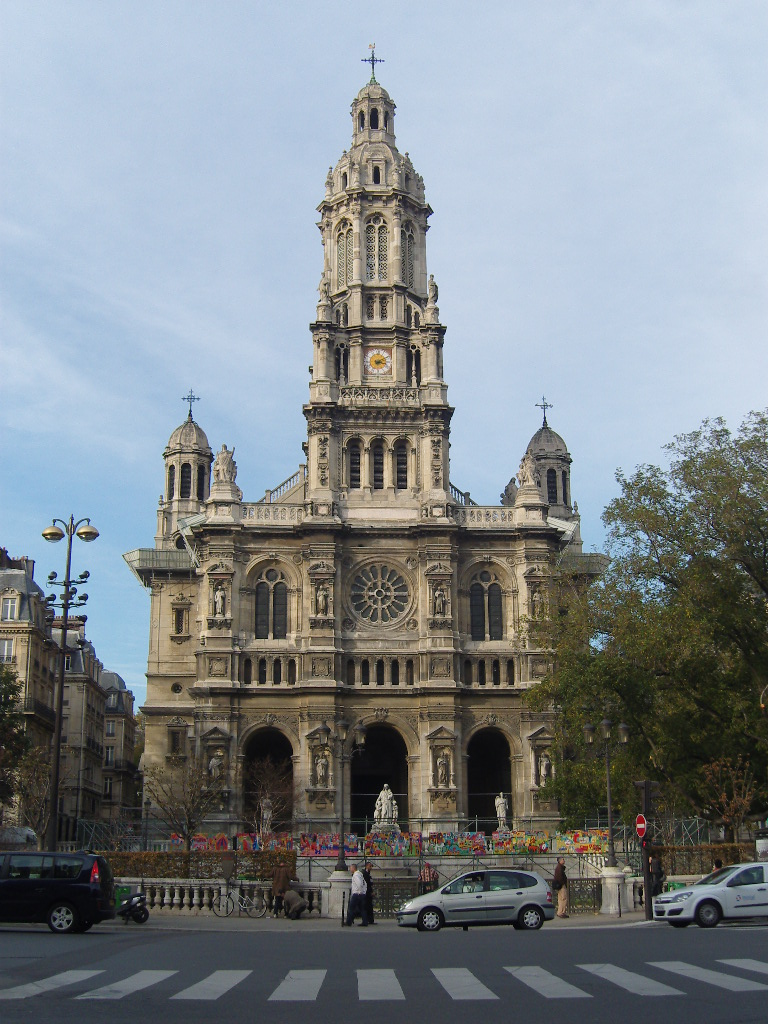
Церковь Сент-Трините

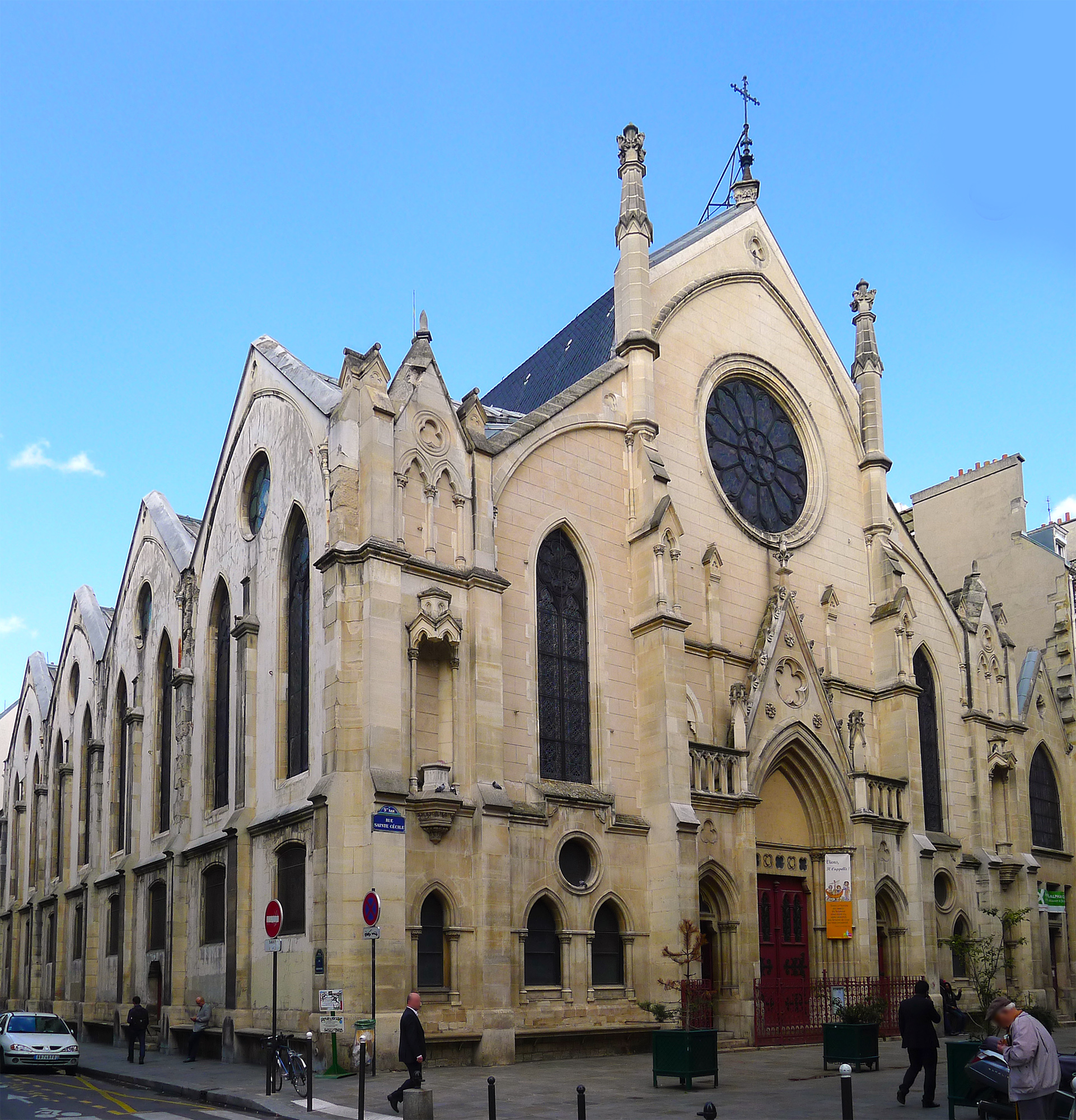
Церковь Сен-Эжен-Сент-Сесиль

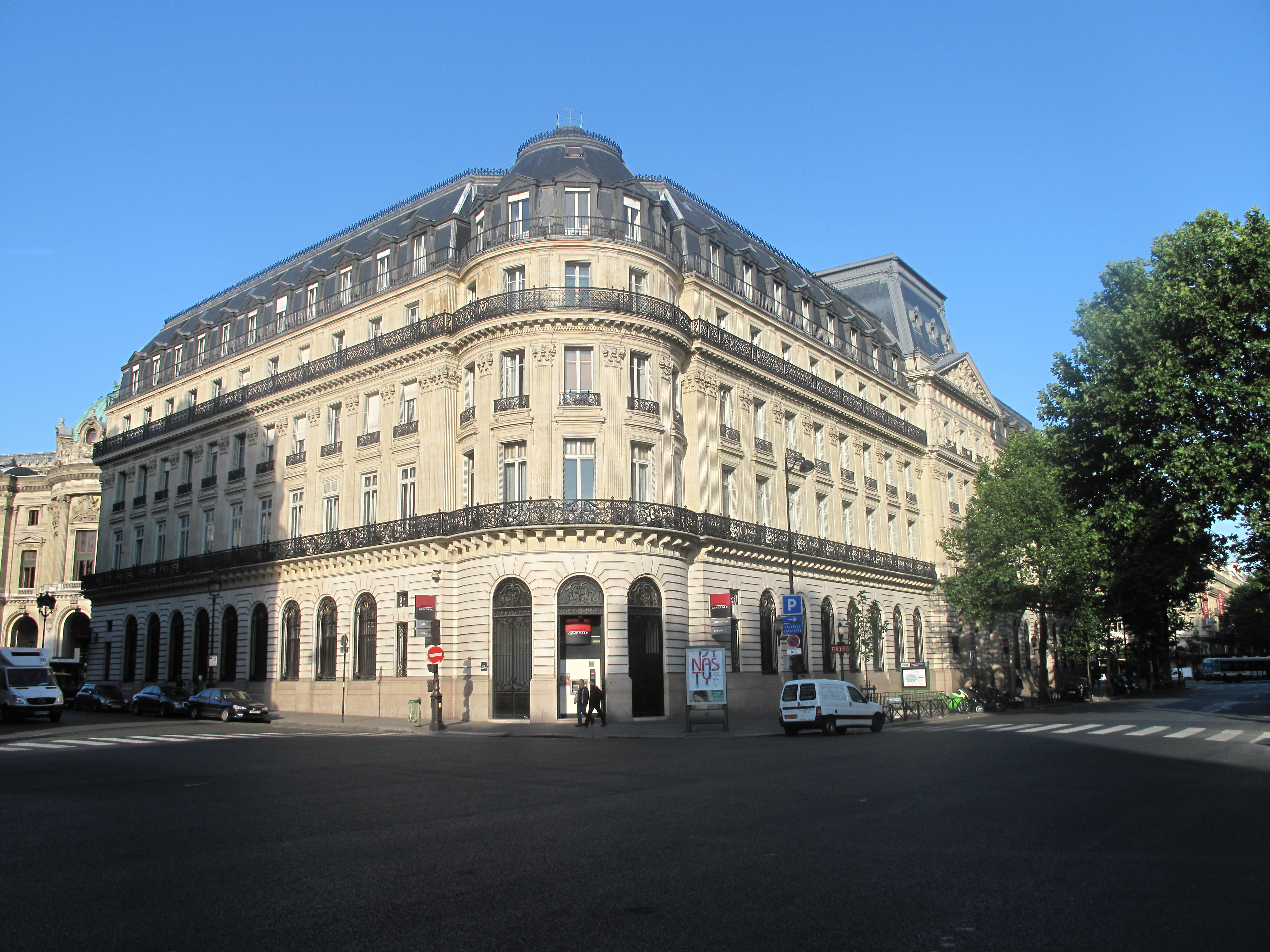
Офис Société Générale

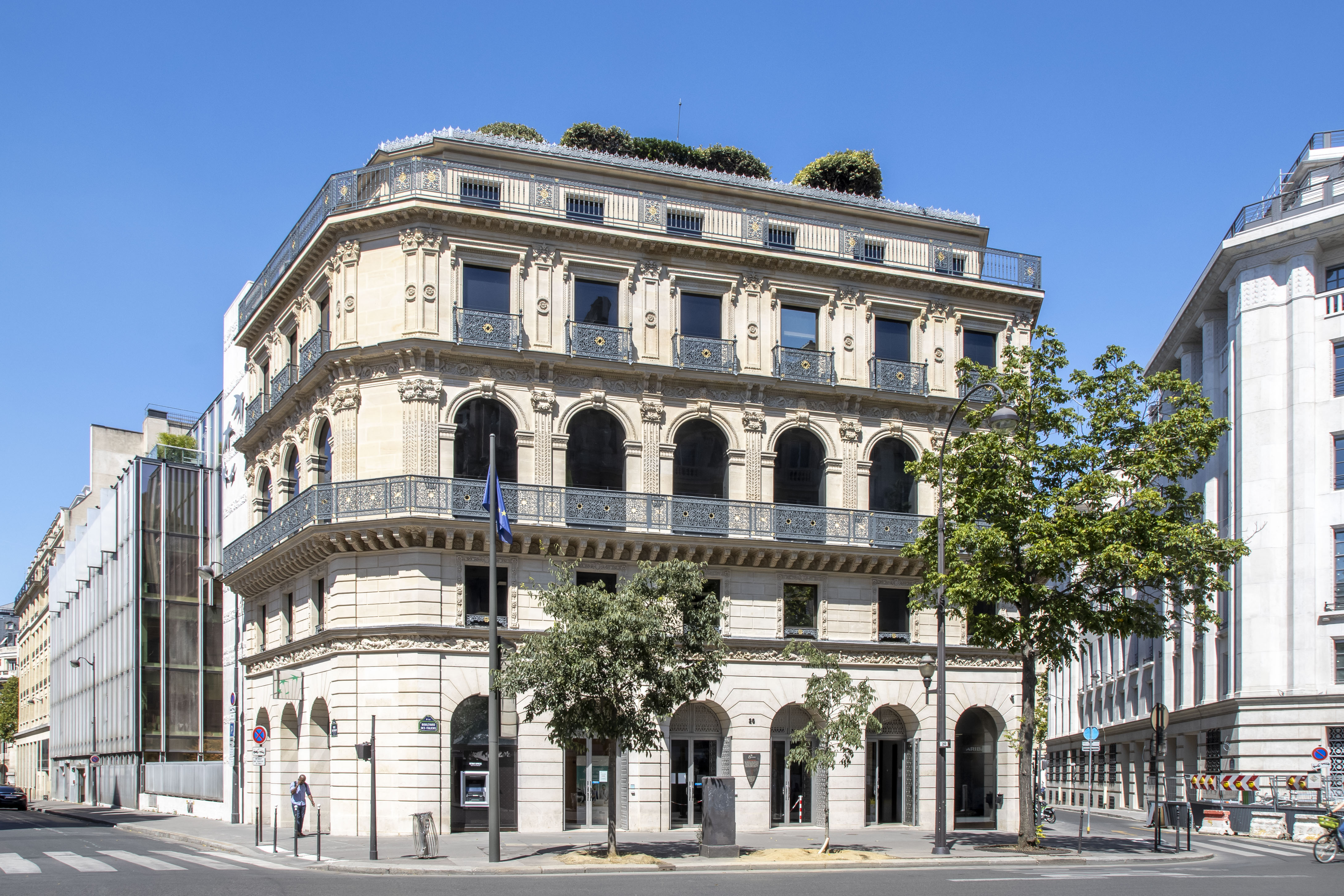
«Золотой дом» — офис BNP Paribas CIB

### Дворцы и особняки
- Центральное отделение банка Société Générale
- Отель Галеви[фр.]
- Отель Бони[фр.]
- Отель Шуденс[фр.]
- Отель Жюдик[фр.]
- Отель Летапи[фр.]
- Отель мадемуазель Дюшенуа[фр.]
- Отель мадемуазель Марс[фр.]
- Отель Мерси-Аржанто[фр.]
- Отель Вендель[фр.]
- Золотой дом[фр.]

### Храмы
- Церковь Нотр-Дам-де-Лорет
- Церковь Сент-Трините
- Церковь Сен-Луи-д'Антен[фр.]
- Церковь Сен-Эжен-Сент-Сесиль[фр.]
- Часовня Святой Риты[фр.]
- Немецкая протестантская церковь в Париже[фр.]
- Лютеранская церковь Искупления[фр.]
- Корейская евангелическая баптистская церковь Парижа[фр.]
- Большая синагога Парижа[фр.]
- Синагога Буффо[фр.]
- Синагога Раши[фр.]

### Парки и сады
- Сквер Гектора Берлиоза[фр.]
- Сквер Жан-Клода Каррьера[фр.]
- Сквер Эстьена д'Орве[фр.]
- Сквер Алекса Бискарра[фр.]
- Сквер Монтолон[фр.]
- Сквер Анвер[фр.]
- Сад Полины Виардо[фр.]

### Фонтаны

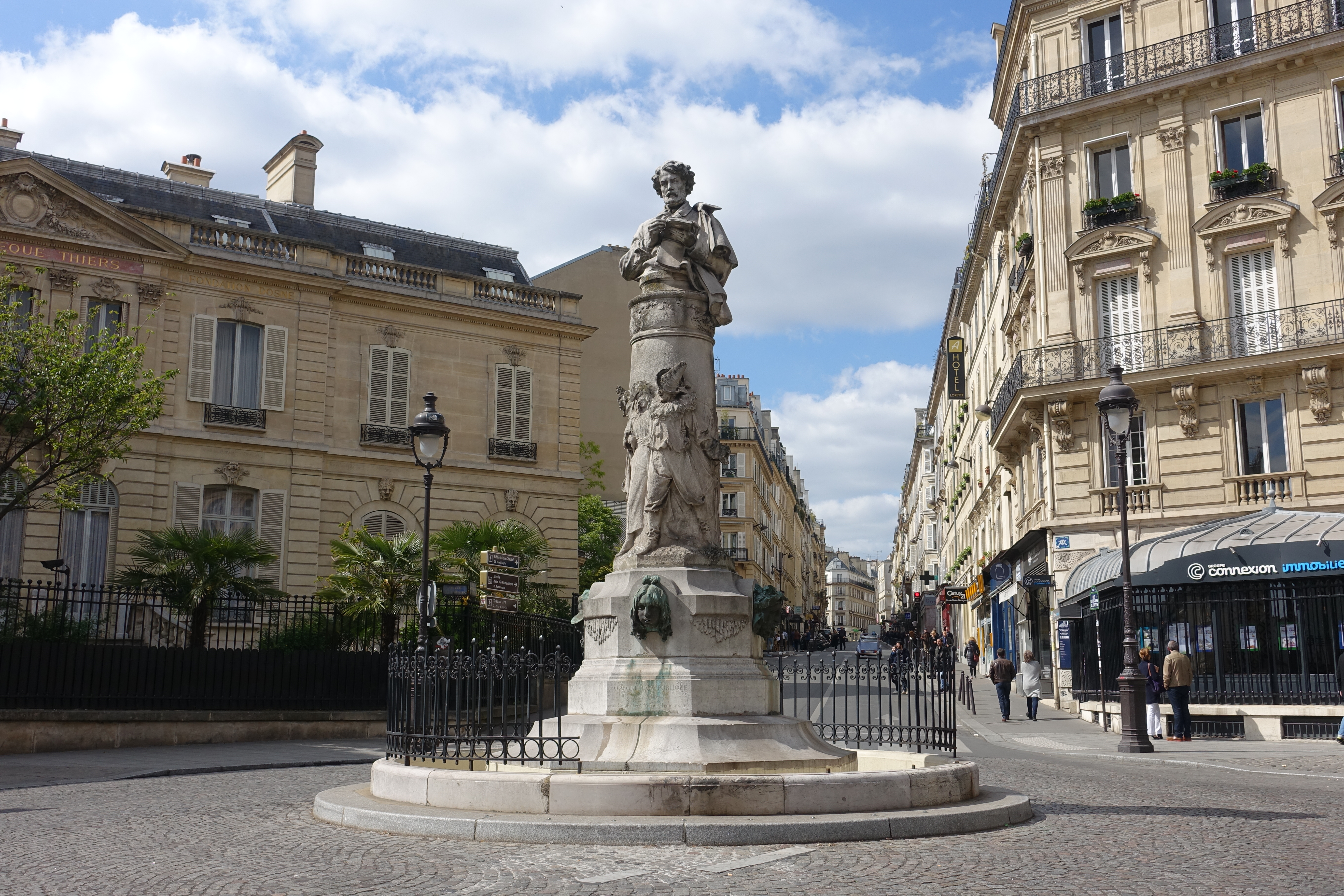
Монумент Гаварни

- Монумент Гаварни[фр.]
- Петушиный фонтан[фр.]

### Другие
- Храм Великого востока Франции
- Кафе де ля Пэ
- Гран кафе Капюсин[фр.]
- Ресторан Буйон Шартье
- Ресторан Le Brébant[фр.]
- Кабаре Фоли-Бержер
- Жилой комплекс Площадь Орлеана[фр.]
- Сите Тревиз[фр.]
- Конная статуя Эдуарда VII[фр.]
- Конная статуя Поэт верхом на Пегасе[фр.]
- Скульптурная группа Святая Екатерина[фр.]

## Спорт
В округе имеется несколько частных фитнес-клубов и муниципальных спортивных залов. Рядом с площадью Пигаль расположена знаменитая баскетбольная площадка Дюперре (она же баскетбольная площадка Пигаль).

## В искусстве
В IX округе Парижа происходили съёмки следующих фильмов и сериалов: «Мужские разборки» (1955), «Через Париж» (1956), «Любовь после полудня» (1957), «Четыреста ударов» (1959), «Взвесь весь риск» (1960), «Игра в ящик» (1964), «Большая прогулка» (1966), «Большие каникулы» (1967), «Последнее известное место жительства» (1970), «Последнее танго в Париже» (1972), «Полицейский» (1972), «Стависки» (1974), «Укол зонтиком» (1980), «Последнее метро» (1980), «Одиночка» (1987), «Неистовый» (1988), «Двойная жизнь Вероники» (1991), «Отбивные» (2003), «Арсен Люпен» (2004), «Долгая помолвка» (2004), «Ангел-А» (2005), «Мария-Антуанетта» (2006), «Рай на Западе» (2009), «Маленький Николя» (2009), «Любовь живёт три года» (2011), «Хранитель времени» (2011), «Мой путь» (2012), «Шутки в сторону» (2012), «Лето. Одноклассники. Любовь» (2012), «9 месяцев строгого режима» (2013), «Золотая клетка» (2013), «Пена дней» (2013).